# 924
924 (CMXXIV) fue un año bisiesto comenzado en jueves del calendario juliano, en vigor en aquella fecha.

## Acontecimientos
- Fruela II de Asturias accede al trono leonés.

## Nacimientos
- Edred, Rey de Inglaterra.
- Ordoño IV, rey de León.

## Fallecimientos
- 17 de julio: Eduardo el Viejo, rey inglés.
- 2 de agosto: Ethelweard, rey inglés.
- Ordoño II, rey leonés.
- Berengario de Friuli, caballero italiano.
- Nathamuni, yogui y escritor indio (n. 824). Más posiblemente vivió entre 920 y 990.